# Abraham Jacob van der Aa

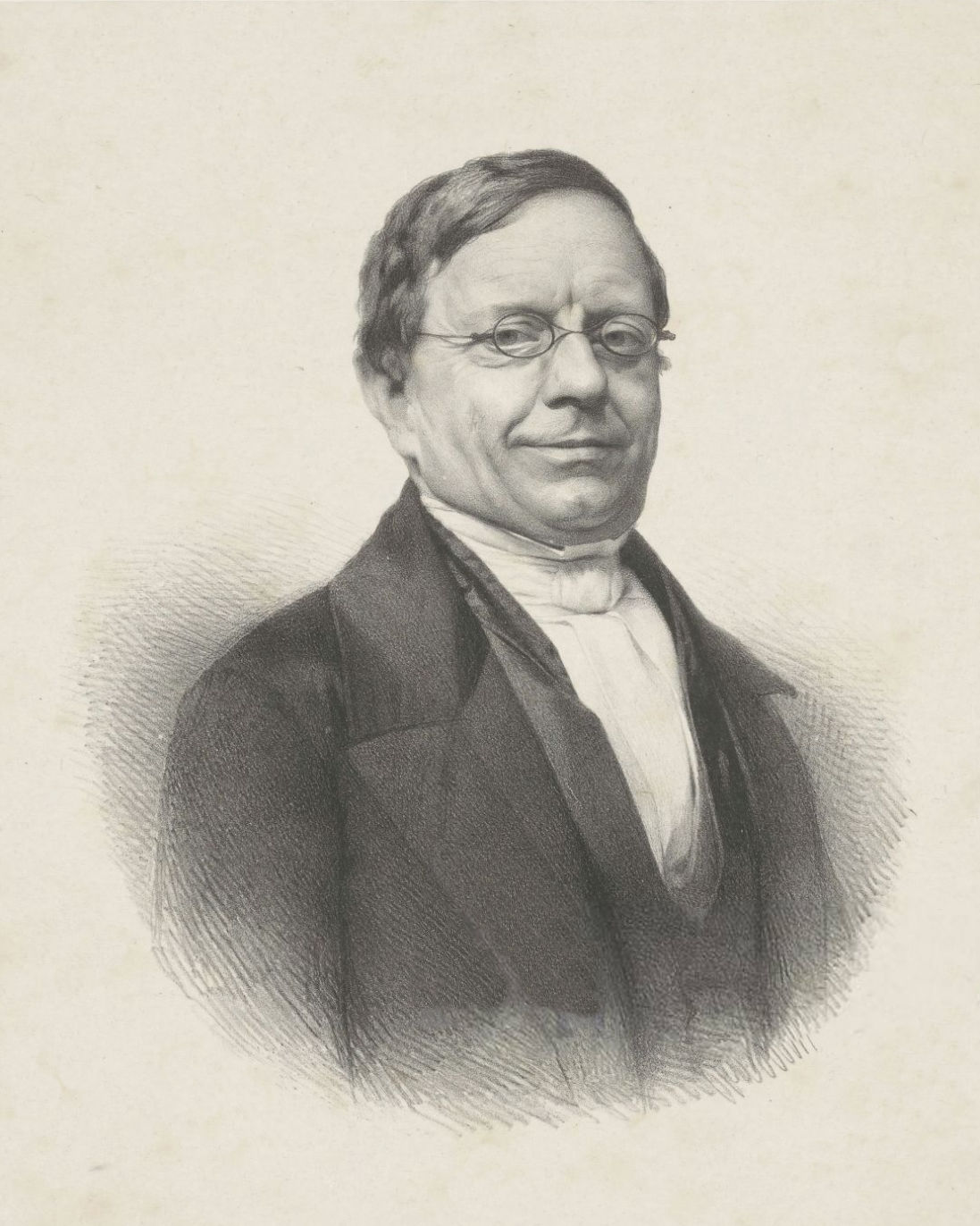
Abraham Jacob van der Aa, chân dung vẽ bởi Adrianus Johannes Ehnle

Abraham Jacob van der Aa (7 tháng 12 năm 1792 – 21 tháng 3 năm 1857) là một nhà văn người Hà Lan. Ông được biết đến với cuốn từ điển do ông biên soạn, ghi chép các nhân vật và địa điểm nổi tiếng ở Hà Lan.

## Tiểu sử
Cha mẹ ông là Pierre Jean Baptiste Charles van der Aa và Francina Adriana Bartha van Peene. Ông lớn lên ở Nieuwer-Amstel (nay là Amstelveen).

## Đời tư
Ngày 30 tháng 8 năm 1841, ông đã kết hôn với Francina Johanna Jacoba Gastelaars tại thành phố Breda.

## Tác phẩm
- Aardrijkskundig Woordenboek van Noord-Brabant (Breda, 1832);
- Herinneringen uit het gebied der geschiedenis (Amsterdam 1835);
- Nieuwe herinneringen (Amsterdam 1837);
- Geschied- en aardrijkskundige beschrijving van het koninkrijk der Nederlanden en het groothertogdom Luxemburg (Gorinchem 1841);
- Nieuw biographisch, anthologisch en critisch woordenboek van Nederlandsche dichters (Amsterdam 1844-1846);
- Geschiedkundig beschrijving van Breda (Gorinchem 1845);
- Nederlandsch Oost-Indië (Amsterdam en Breda 1846-'57), 4 delen;
- Beschrijving van den Krimpener en den Loopikerwaard, Schoonh. 1847;
- Nederland, handboekje voor reizigers, Amsterdam 1849;
- Lotgevallen van Willem Heenvliet, Amsterdam 1851;
- Biographisch Woordenboek. der Nederlanden, Haarlem 1852-'78;
- Beknopt Aardrijkskundig Woordenboek der Nederlanden, Gorinchem 1851-'54;
- Bloemlezing uit [Van Effen's] Spectator, in Klassiek en Letterkundig Pantheon 1855, 2 delen;
- Parelen uit de lettervruchten van Nederl. dichteressen, Amsterdam 1856;
- Ons Vaderland en zijne bewoners, Amsterdam 1855-'57.